# Mississippi River-Gulf Outlet Canal
Het Mississippi River-Gulf Outlet Canal (ook wel MRGO of Mr. Go) is een kanaal in het zuiden van de Verenigde Staten. Het kanaal is in het midden van de twintigste eeuw aangelegd door de United States Army Corps of Engineers om een kortere route te maken tussen de Golf van Mexico en het inner harbor Industrial Canal in New Orleans via de Gulf Intracoastal Waterway. In 2005 werd een stormvloed, als gevolg van orkaan Katrina via het MRGO naar New Orleans geleid, wat bijdroeg aan het rampzalige bezwijken van de dijken rond de stad.
Door erosie van het moeras waar het kanaal doorheen loopt is het kanaal in de loop der jaren gemiddeld drie keer zo breed geworden. Bij de aanleg was het kanaal 200 meter breed, in 1989 was dit gemiddeld 457 meter.

## Afsluiting
In juli 2009 werd het kanaal met een aarden dam afgesloten bij Bayou La Loutre. De dam sluit aan op een natuurlijke rug in het landschap waardoor het achterliggende moerasgebied beschermd wordt tegen invloeden vanuit de Golf van Mexico.

## Stormvloedkering
Bij de aansluiting op de Intracoastal Waterway wordt de IHNC Lake Borgne Surge Barrier gebouwd. Deze stormvloedkering van bijna 3 km lang moet New Orleans en omgeving beschermen tegen een nieuwe stormvloed. De kosten van de kering, een miljard dollar, werd in 2006 door het Congres goedgekeurd.
De kering krijgt twee deuren, bij Bayou Bienvenue en de Intracoastal Waterway om onder normale weersomstandigheden scheepvaartverkeer door te laten. De kering is de grootste in zijn soort in de Verenigde Staten.